# Rádio Novo Tempo Rio de Janeiro
Rádio Novo Tempo Rio de Janeiro é uma emissora de rádio brasileira com sede no Rio de Janeiro, capital do estado homônimo. Opera no dial FM, na frequência 95,7 MHz, sendo controlada pela Rede Novo Tempo de Comunicação.

## História

### Antecedentes
A frequência foi colocada no ar na década de 1980 e inicialmente se chamava Del Rey FM. A emissora foi lançada pelo empresário Marco Aurélio Jajour Carneiro, dono de emissora de mesmo nome em Belo Horizonte (hoje 98 FM). Ainda nessa época, a emissora foi vendida aos proprietários da Rádio Alvorada, também de Belo Horizonte, e passou a usar a mesma marca e programação (músicas no formato adulto-contemporâneo com 50% da grade dedicadas à MPB e informes jornalísticos de hora em hora).
A Alvorada FM encerrou suas atividades na virada de ano, entre 1999 e 2000, por conta da queda de audiência e faturamento ao longo da década de 1990. A partir do dia 1.º de janeiro de 2000, a frequência foi arrendada para o empresário e educador Wellington Salgado de Oliveira, que colocou no ar em caráter experimental a Rádio Mania. A programação entrou no ar oficialmente no dia 20 de janeiro de 2000 e logo se tornou um sucesso de audiência com sua programação popular.
Em 11 de julho de 2002, a Rádio Mania muda de estilo e passa a ser uma emissora pop/rock, causando nova queda na audiência. Na tarde de 31 de dezembro de 2002, a Mania deixa a frequência e entra no ar em caráter experimental a Paradiso FM, emissora de formato adulto-contemporâneo. A nova emissora foi lançada num arrendamento entre os proprietários da frequência junto ao Grupo Dial Brasil, administrado por Luiz André Calainho, Alexandre Accioly, o apresentador Luciano Huck e Meyer Cohen e inicialmente iria se chamar Classic Pan, numa alusão ao projeto de rede de rádio de mesma segmentação que estava sendo implementado pela Jovem Pan que também era parceira do grupo na 102.1 MHz (arrendada pela Dial Brasil que operava como Jovem Pan 2). Na época, a iniciativa era lançar uma rede de rádios começando em São Paulo. Fernando di Gênio entra na sociedade em 2007, junto com a estreia da Mix FM Rio em frequência que operava a Jovem Pan 2.

### Inicio das atividades da Paradiso
A estreia oficial da Paradiso FM ocorreu no dia 18 de março de 2003 e sua equipe de locutores era composta de profissionais que já passaram pela antiga Rádio Alvorada.

### SulAmérica Paradiso
No dia 9 de junho de 2009, o Grupo Dial Brasil firmou parceria de direitos de nome, conhecido pela terminologia em língua inglesa naming rights, com a SulAmérica Seguros e relançaram a emissora com a marca SulAmérica Paradiso às 22h, sob investimento de 15 milhões de reais. O projeto foi idealizado pela MPM Propaganda e era o mesmo que fechou parceria em São Paulo para lançar, junto ao Grupo Bandeirantes de Comunicação, a Rádio SulAmérica Trânsito. A grade passou a contar com nomes da recém-extinta Antena 1 Rio de Janeiro.
Em 14 de abril de 2016, o Grupo Dial Brasil lança o "FM Hall", instalado no Bossa Nova Mall (shopping integrado ao Aeroporto Santos Dumont) para comportar as duas rádios do grupo, além de servir como espaço de shows e eventos relacionados aos projetos. A inauguração contou com um show do cantor Frejat. Em 2018, o espaço ganhou uma extensão sediada na Marina da Glória.
Em 2017, o aplicativo móvel da SulAmérica Paradiso ganhou um novo recurso inspirado na reputação negativa do programa estatal A Voz do Brasil. O aplicativo começou a rastrear por GPS a velocidade em que seus usuários dirigem no trânsito. Ao detectar um usuário dirigindo acima do limite de velocidade do local em que se encontrava, ele passou a impor uma "multa sonora", sujeitando o usuário a um minuto do programa, que a emissora descreveu como "um pesadelo para todos os brasileiros".
Entre 2017 e 2018, a SulAmérica Paradiso realizou novas estreias em sua programação a partir de antigas atrações da extinta MPB FM. A emissora passou a abrigar programas como Palco MPB, Samba Social Clube e o boletim Agenda Carioca. Em 2019, a emissora passa a contar com profissionais da Rádio Globo, egressos do projeto Nova Rádio Globo, com a estreia do Manhã Paradiso com Roberto Canazio (em abril) e de Fernando Ceylão e Carol Barreto no novo Hora do Blush, em julho. Em agosto, a emissora contrata o apresentador Ernani Alves para comandar o Rio na Palma da Mão, com intenção de aproximar a emissora do público da classe C. Em outubro, Fernando Ceylão deixa a emissora em comum acordo devido a um trabalho como roteirista que iria demandar algum tempo fora do ar. No mês seguinte, Maíra Charken estreia na rádio no comando do Hora do Blush, ao lado de Carol Barreto.
Em março de 2020, a programação da SulAmérica Paradiso é impactada pela pandemia de COVID-19. No dia 17, a emissora deixou de veicular o Manhã Paradiso como medida protetiva para preservar o apresentador Roberto Canazio e equipe do contágio pelo vírus. Os demais programas da emissora também deixaram de receber convidados, uma vez que seus estúdios estão localizados no Aeroporto Santos Dumont (região de risco para contágio por COVID-19). Devido ao impacto da pandemia, a rádio começou a desligar profissionais nos dias seguintes, a maioria ligada aos programas falados. Saíram Maíra Charken, Carol Barreto e Ernani Alves. No dia 23 de março, a emissora dispensou cerca de 20 profissionais das áreas de conteúdo, marketing e comunicação e decidiu não renovar contrato com Roberto Canazio, que iria completar 1 ano na emissora em abril. Em abril, Alexandre Hovoruski reassumiu a direção de programação da SulAmérica Paradiso, passando a realizar investimentos de ampliação da grade musical.
No dia 14 de setembro de 2023, foi anunciado o fim da parceria de naming rights com a SulAmérica Seguros após 14 anos. A empresa, apesar de deixar o nome, continua como uma das principais patrocinadoras da rádio, participando de variados projetos e promoções. A meia-noite do dia 18 de setembro de 2023, a rádio passou a se chamar Paradiso Rio FM, estreando uma nova fase com pequenos ajustes na grade de programação, mas sem grandes alterações.

### Amil Paradiso
Em dezembro de 2023, a Amil garantiu os direitos de nome da Paradiso Rio até 2027, passando a se chamar oficialmente "Amil Paradiso FM" em 16 de janeiro de 2024, sua grade de programação passa a contar com informações sobre saúde e bem-estar com a participação de médicos conveniados da Amil, tal como nutricionistas, psicólogos e fisioterapeutas.
Após oito meses de parceria, a emissora de rádio e a Amil decidiram romper o contrato. Desde então a Dial Brasil, proprietária da rádio, passou a adotar para a emissora o nome Paradiso FM Rio. O rompimento do contrato foi determinada pela Amil, que não se satisfez com o desempenho comercial obtido com a emissora que então ocupava a 11.ª posição dentre as de maior audiência no Rio de Janeiro e região.
Com o fim da parceria, a Dial Brasil passou a desenvolver novos planos e projetos destinados a refazer a grade de programas da Paradiso FM Rio a partir do mês de setembro de 2024. Tendo como objetivo alcançar o público com mais de 50 anos, mantendo o foco no jornalismo, o projeto ainda contempla os programas ‘Paradiso Disco Club’, ‘Tela Tema Paradiso’, ‘Good Times Paradiso’, ‘Café com o Rei’ e o ‘Clássicos Populares’; onde cada um possui uma determinada temática, sendo respectivamente: clássico das discotecas, temas de novelas, músicas românticas internacionais, seleção musical de canções de Roberto Carlos e, por último, canções de apelo popular tido como brega.

### Mudança na Frequência 95,7 FM no Rio de Janeiro
Em dezembro de 2024, a Paradiso FM foi informada sobre a perda do arrendamento da frequência 95,7 FM no Rio de Janeiro, devido à venda do canal para um grupo evangélico cuja denominação ainda não foi revelada. A frequência, anteriormente gerida pelo Grupo Dial Brasil, foi vendida pela Rádio Alvorada de Belo Horizonte, proprietária da estação, marcando o fim de uma parceria que durou aproximadamente 22 anos.
A direção da Paradiso FM comunicou aos seus colaboradores que terá até 120 dias para desocupar a frequência, e afirmou estar trabalhando para encontrar alternativas que garantam a continuidade da emissora. Em nota, a diretoria destacou o histórico de superação da rádio ao longo de seus 24 anos de operação e manifestou confiança em enfrentar mais este desafio.
Nos meses anteriores à mudança, a Paradiso FM já havia passado por uma reestruturação. Sob a liderança de Luiz Fernando Calainho, CEO do Grupo Dial Brasil, a rádio buscou atrair o público acima de 50 anos, com novas atrações que incluíam músicas de novelas e conteúdos inspirados em programas consagrados do Sistema Globo de Rádio. Apesar de esforços como o patrocínio da Amil no início de 2024, a emissora enfrentou dificuldades para manter sua operação na frequência.
Diante dessa situação, a direção da Paradiso mobilizou-se para encontrar uma solução. Calaino afirmou que estão explorando alternativas para manter a rádio operando no dial FM. Entre as possibilidades, foi considerada a negociação com o Grupo JB FM para o arrendamento da frequência 102,9 FM, atualmente ocupada pela Rádio Deus é Amor.
Em comunicado interno aos funcionários, a direção expressou confiança em superar esse desafio, destacando o histórico de resiliência da rádio ao longo de seus 24 anos. Além disso, reforçou o compromisso de manter os colaboradores informados à medida que o processo evoluir.